# Orestis Raptis
Orestis Raptis (griechisch Ορέστης Ράπτης, * 11. Juli 1990 in Rhodos) ist ein griechischer Bahn- und Straßenradrennfahrer.
Orestis Raptis fährt seit 2009 für das griechische Team Worldofbike.Gr, das mit einer UCI-Lizenz als Continental Team an den UCI Continental Circuits  teilnimmt. In seiner ersten Saison dort wurde er auf der Bahn in Athen griechischer Meister in der Mannschaftsverfolgung der Eliteklasse zusammen mit seinen Teamkollegen Panagiotis Keloglou, Georgios Petalas und Dimitris Polydoropoulos.

## Erfolge – Bahn
2009
- Griechischer Meister – Mannschaftsverfolgung (mit Panagiotis Keloglou, Georgios Petalas und Dimitris Polydoropoulos)

## Teams
- 2009 Team Worldofbike.Gr
- 2010 Team Worldofbike.Gr
- 2011 Team Worldofbike.Gr
- 2012 Etcetera-Worldofbike
- 2013 Etcetera-Worldofbike